# Casa Senyorial de Baldone
La Casa Senyorial de Baldone coneguda també com a Palau blanc Baldone és una casa senyorial a la històrica regió de Semigàlia, al Municipi de Talsi de Letònia. L'edifici va ser construït el 1901, com pavelló de caça.